# Campionati del mondo Ironman del 1995
I Campionati del mondo Ironman del 1995 hanno visto trionfare tra gli uomini lo statunitense Mark Allen, davanti ai tedeschi Thomas Hellriegel e Rainer Müller-Hörner.
Tra le donne si è laureata campionessa del mondo per la prima volta la statunitense Karen Smyers.

## Ironman Hawaii - Classifica

### Uomini
| Pos. | Tempo   | Nome                 | Paese       | Ripartizione tempi | Ripartizione tempi | Ripartizione tempi | Ripartizione tempi | Ripartizione tempi |
| Pos. | Tempo   | Nome                 | Paese       | Nuoto              | T1                 | Bici               | T2                 | Corsa              |
| ---- | ------- | -------------------- | ----------- | ------------------ | ------------------ | ------------------ | ------------------ | ------------------ |
|      | 8:20:34 | Mark Allen           | Stati Uniti | 0:51:50            | 0:00               | 4:46:35            | 0:00               | 2:42:09            |
|      | 8:22:59 | Thomas Hellriegel    | Germania    | 0:55:17            | 0:00               | 4:29:37            | 0:00               | 2:58:05            |
|      | 8:25:23 | Rainer Müller-Hörner | Germania    | 0:52:12            | 0:00               | 4:45:54            | 0:00               | 2:47:17            |
| 4    | 8:29:14 | Greg Welch           | Australia   | 0:51:47            | 0:00               | 4:46:31            | 0:00               | 2:50:56            |
| 5    | 8:30:40 | Ken Glah             | Stati Uniti | 0:51:54            | 0:00               | 4:46:47            | 0:00               | 2:51:59            |
| 6    | 8:33:29 | Cristián Bustos      | Cile        | 0:56:01            | 0:00               | 4:49:23            | 0:00               | 2:48:05            |
| 7    | 8:34:03 | Jürgen Zäck          | Germania    | 0:53:41            | 0:00               | 4:40:23            | 0:00               | 2:59:59            |
| 8    | 8:34:06 | Lothar Leder         | Germania    | 0:53:29            | 0:00               | 4:44:35            | 0:00               | 2:56:02            |
| 9    | 8:34:08 | Pauli Kiuru          | Finlandia   | 0:51:59            | 0:00               | 4:46:55            | 0:00               | 2:55:14            |
| 10   | 8:38:17 | Timothy DeBoom       | Stati Uniti | 0:51:54            | 0:00               | 4:47:07            | 0:00               | 2:59:16            |

### Donne
| Pos. | Tempo    | Nome                       | Paese       | Ripartizione tempi | Ripartizione tempi | Ripartizione tempi | Ripartizione tempi | Ripartizione tempi |
| Pos. | Tempo    | Nome                       | Paese       | Nuoto              | T1                 | Bici               | T2                 | Corsa              |
| ---- | -------- | -------------------------- | ----------- | ------------------ | ------------------ | ------------------ | ------------------ | ------------------ |
|      | 9:16:46  | Karen Smyers               | Stati Uniti | 0:53:37            | 0:00               | 5:17:49            | 0:00               | 3:05:20            |
|      | 9:25:13  | Isabelle Mouthon-Michellys | Francia     | 0:55:15            | 0:00               | 5:17:51            | 0:00               | 3:12:07            |
|      | 9:37:48  | Fernanda Keller            | Brasile     | 1:02:08            | 0:00               | 5:17:53            | 0:00               | 3:17:47            |
| 4    | 9:37:54  | Paula Newby-Fraser         | Stati Uniti | 0:53:35            | 0:00               | 5:06:04            | 0:00               | 3:38:15            |
| 5    | 9:42:36  | Wendy Ingraham             | Stati Uniti | 0:51:44            | 0:00               | 5:22:22            | 0:00               | 3:28:30            |
| 6    | 9:49:37  | Susan Latshaw              | Stati Uniti | 0:57:51            | 0:00               | 5:21:53            | 0:00               | 3:29:53            |
| 7    | 9:50:48  | Ute Mueckel                | Germania    | 0:51:44            | 0:00               | 5:31:59            | 0:00               | 3:27:05            |
| 8    | 9:53:40  | Béatrice Mouthon           | Francia     | 0:56:10            | 0:00               | 5:32:50            | 0:00               | 3:24:40            |
| 9    | 10:09:29 | Alison Coote               | Australia   | 0:58:43            | 0:00               | 5:44:36            | 0:00               | 3:26:10            |
| 10   | 10:17:00 | Katie Webb                 | Stati Uniti | 0:55:19            | 0:00               | 5:51:32            | 0:00               | 3:30:09            |

## Ironman - Risultati della serie

### Uomini
| Evento    | Oro           | Tempo   | Argento      | Tempo   | Bronzo      | Tempo   |
| Australia | Holger Lorenz | 8:27:34 | Peter Kropko | 8:29:55 | Pauli Kiuru | 8:34:16 |

### Donne
| Evento    | Oro            | Tempo   | Argento       | Tempo   | Bronzo           | Tempo   |
| Australia | Wendy Ingraham | 9:43:16 | Paula Johnson | 9:47:58 | Christina Hauser | 9:54:19 |

## Calendario competizioni
| Progr. | Data           | Evento            | Sede                                   | Nazione   |
| ------ | -------------- | ----------------- | -------------------------------------- | --------- |
| 1      | 15 aprile 1995 | Ironman Australia | Forster/Tuncurry, Nuovo Galles del Sud | Australia |